# Košarkaški klub Crvena zvezda 2022-2023
Questa voce raccoglie le informazioni riguardanti il  Košarkaški klub Crvena zvezda nelle competizioni ufficiali della stagione 2022-2023.

## Stagione
La stagione 2022-2023 del Košarkaški klub Crvena zvezda è la 17ª nel massimo campionato serbo di pallacanestro, la Košarkaška liga Srbije.

## Roster
Aggiornato al 1 agosto 2022.
| Crvena zvezda mts 2022-23 | Crvena zvezda mts 2022-23 |
| Giocatori                 | Staff tecnico             |
| ------------------------- | ------------------------- |

| N. | Naz.                                                | Ruolo | Nome                 | Anno | Alt.   | Peso   |  |
| -- | --------------------------------------------------- | ----- | -------------------- | ---- | ------ | ------ |  |
| 0  | Stati Uniti (bandiera) · Porto Rico (bandiera)      | GA    | John Holland         | 1988 | 196 cm | 93 kg  |  |
| 1  | Argentina (bandiera)                                | P     | Luca Vildoza         | 1995 | 191 cm | 86 kg  |  |
| 2  | Serbia (bandiera)                                   | AP    | Stefan Lazarević     | 1996 | 198 cm | 93 kg  |  |
| 3  | Stati Uniti (bandiera)                              | P     | Jaylen Adams         | 1996 | 185 cm | 86 kg  |  |
| 7  | Argentina (bandiera)                                | P     | Facundo Campazzo     | 1991 | 178 cm | 88 kg  |  |
| 9  | Serbia (bandiera)                                   | AG    | Luka Mitrović        | 1993 | 206 cm | 103 kg |  |
| 10 | Serbia (bandiera)                                   | GA    | Branko Lazić (C)     | 1989 | 196 cm | 91 kg  |  |
| 12 | Stati Uniti (bandiera)                              | C     | Hassan Martin        | 1995 | 201 cm | 109 kg |  |
| 13 | Serbia (bandiera)                                   | AP    | Ognjen Dobrić        | 1994 | 200 cm | 93 kg  |  |
| 15 | Serbia (bandiera)                                   | C     | Miroslav Raduljica   | 1988 | 213 cm | 116 kg |  |
| 20 | Montenegro (bandiera)                               | P     | Nikola Ivanović      | 1994 | 190 cm | 90 kg  |  |
| 22 | Bosnia ed Erzegovina (bandiera) · Serbia (bandiera) | AP    | Dalibor Ilić         | 2000 | 202 cm | 94 kg  |  |
| 26 | Serbia (bandiera)                                   | G     | Nemanja Nedović      | 1991 | 191 cm | 88 kg  |  |
| 27 | Serbia (bandiera)                                   | P     | Stefan Marković      | 1988 | 193 cm | 98 kg  |  |
| 32 | Serbia (bandiera)                                   | C     | Ognjen Kuzmić        | 1990 | 215 cm | 114 kg |  |
| 33 | Serbia (bandiera)                                   | C     | Filip Petrušev       | 2000 | 211 cm | 107 kg |  |
| 44 | Serbia (bandiera)                                   | G     | Nikola Topić         | 2005 | 198 cm |        |  |
| 50 | Ghana (bandiera)                                    | AG    | Ben Bentil           | 1997 | 205 cm | 110 kg |  |
|    | Serbia (bandiera)                                   | AG    | Nemanja Popović (IN) | 2001 | 205 cm | 97 kg  |  |

| Allenatore |
| - Vladimir Jovanović (fino al 13 novembre) - Duško Ivanović (dal 14 novembre) |
| Assistente/i |
| - Miodrag Dinić (fino al 19 novembre) - Branko Jorović (fino al 19 novembre) - Marko Simonović (fino al 19 novembre) - Nenad Jakovljević (dal 19 novembre) - Carles Marco (dal 19 novembre) Legenda - (C) Capitano - (IN) Inattivo - Infortunato Roster |

## Mercato

### Sessione estiva
| Acquisti | Acquisti           | Acquisti           | Acquisti      | Acquisti |
| R.a      | Nome               | da                 | Modalità      |          |
| -------- | ------------------ | ------------------ | ------------- | -------- |
| P        | Jaylen Adams       | Sydney Kings       | svincolato    |          |
| G        | Nemanja Nedović    | Panathīnaïkos      | svincolato    |          |
| GA       | John Holland       | Bursaspor          | svincolato    |          |
| AP       | Dalibor Ilić       | Igokea             | svincolato    |          |
| AG       | Ben Bentil         | Olimpia Milano     | svincolato    |          |
| AG       | Nemanja Popović    | Vojvodina Novi Sad | fine prestito |          |
| C        | Hassan Martin      | Olympiakos         | svincolato    |          |
| C        | Filip Petrušev     | Anadolu Efes       | svincolato    |          |
| C        | Miroslav Raduljica | Free agent         | svincolato    |          |

| Cessioni | Cessioni         | Cessioni         | Cessioni          | Cessioni |
| R.       | Nome             | a                | Modalità          |          |
| -------- | ---------------- | ---------------- | ----------------- | -------- |
| P        | Aleksa Uskoković | Mega Belgrado    | rinnovo prestito  |          |
| G        | Austin Hollins   | Maccabi Tel Aviv | fine contratto    |          |
| GA       | Marko Gušić      | Mladost Zemun    | prestito          |          |
| AP       | Marko Simonović  |                  | ritirato          |          |
| A        | Dejan Davidovac  | CSKA Mosca       | fine contratto    |          |
| A        | Nikola Kalinić   | Barcellona       | fine contratto    |          |
| A        | Ranko Simović    | FMP Belgrado     | riscatto prestito |          |
| AG       | Aaron White      | Budućnost        | rescissione       |          |
| C        | Maik Zirbes      | Benfica          | fine contratto    |          |

### Dopo l'inizio della stagione
| Acquisti | Acquisti         | Acquisti        | Acquisti         | Acquisti   |
| R.       | Nome             | da              | Data             | Modalità   |
| -------- | ---------------- | --------------- | ---------------- | ---------- |
| P        | Luca Vildoza     | Milwaukee Bucks | 13 ottobre 2022  | svincolato |
| P        | Facundo Campazzo | Free agent      | 19 dicembre 2022 | svincolato |

| Cessioni | Cessioni     | Cessioni   | Cessioni        | Cessioni    |
| R.       | Nome         | a          | Data            | Modalità    |
| -------- | ------------ | ---------- | --------------- | ----------- |
| P        | Jaylen Adams | Free agent | 3 novembre 2022 | rescissione |